# Битак (ландшафтно-рекреационный парк)
Ландшафтно-рекреационный парк Бита́к (укр. Ландшафтно-рекреаційний парк Бітак, крымскотат. Bitaq landşaft-raatlıq parkı, Битакъ ландшафт-раатлыкъ паркы) — ландшафтно-рекреационный парк, расположенный на территории городского округа Симферополь. Площадь — 55 га. Землепользователь — Министерство экологии и природных ресурсов Республики Крым, Государственный комитет по лесному и охотничьему хозяйству Республики Крым, Государственное автономное учреждение Республики Крым «Симферопольское Лесоохотничье хозяйство». Является местом отдыха горожан.

## История
Ландшафтно-рекреационный парк был создан Постановлением верховной Рады автономной республики Крым от 27.02.2013 № 1196-6/13.
Является ландшафтно-рекреационным парком регионального значения, согласно Распоряжению Совета министров Республики Крым от 5 февраля 2015 года № 69-р Об утверждении Перечня особо охраняемых природных территорий регионального значения Республики Крым.
Приказом министерства экологии и природных ресурсов Республики Крым от 28.11.2016 № 2467 «Об утверждении Положения о ландшафтно-рекреационном парке регионального значения Республики Крым „Битак“», было определено зонирование парка.

## Описание
Парк создан с целью сохранения в природном состоянии типичных и уникальных природных и историко-культурных комплексов и объектов, а также обеспечения условий для эффективного развития туризма, организованного отдыха и рекреационной инфраструктуры в природных условиях с соблюдением режима охраны заповедных природных комплексов и объектов, содействия экологическому образованию и воспитанию населения.
Расположен на территории Киевского района городского округа Симферополь: на правом берегу Салгира на территории Симферопольского лесопаркового хозяйства (кварталы 13, 14) — между улицами 51-й Армии и Осипенка, что непосредственно западнее автодороги Е105 (объездной дороги — между ялтинским и феодосийским направлениями) и севернее Симферопольского водохранилища. В границах парка расположены телевышка ТРК «ЖиСА». Южнее примыкает одноименный микрорайон (на месте включённого в состав города села), севернее — Солнечная долина, западнее — Новый город.
Парк имеет функциональное зонирование: заповедная (13,9 га), регулируемой рекреации (35,6 га), стационарной рекреации (5,5 га) зоны, хозяйственной зоны нет.
Ближайший населённый пункт — город Симферополь.

## Природа
Территория имеет ценность в геологическом и геоморфологическом аспектах. Здесь отмечены выходы нуммулитовых известняков эоценового периода, конгломератов
битакской свиты и подстилающих их пород. Отчетливо прослеживаются тектонические особенности региона: Симферопольская антиклиналь, Симферопольский меланж, битакский краевой прогиб и прочие.
В пределах Битакского останца и его ближайших окрестностях зарегистрированы 17 видов беспозвоночных и 10 видов позвоночных животных, занесенных в Красную книгу Украины. Здесь растет 214 высших сосудистых растений. Особую ценность представляют 18 редких видов растений, также 9 видов эндемиков Крыма и 9 видов занесены в Красную книгу Украины, 2 вида — в Красный список Международного Союза Охраны Природы (МСОП), 3 вида — в Европейский Красный список.